# Spray

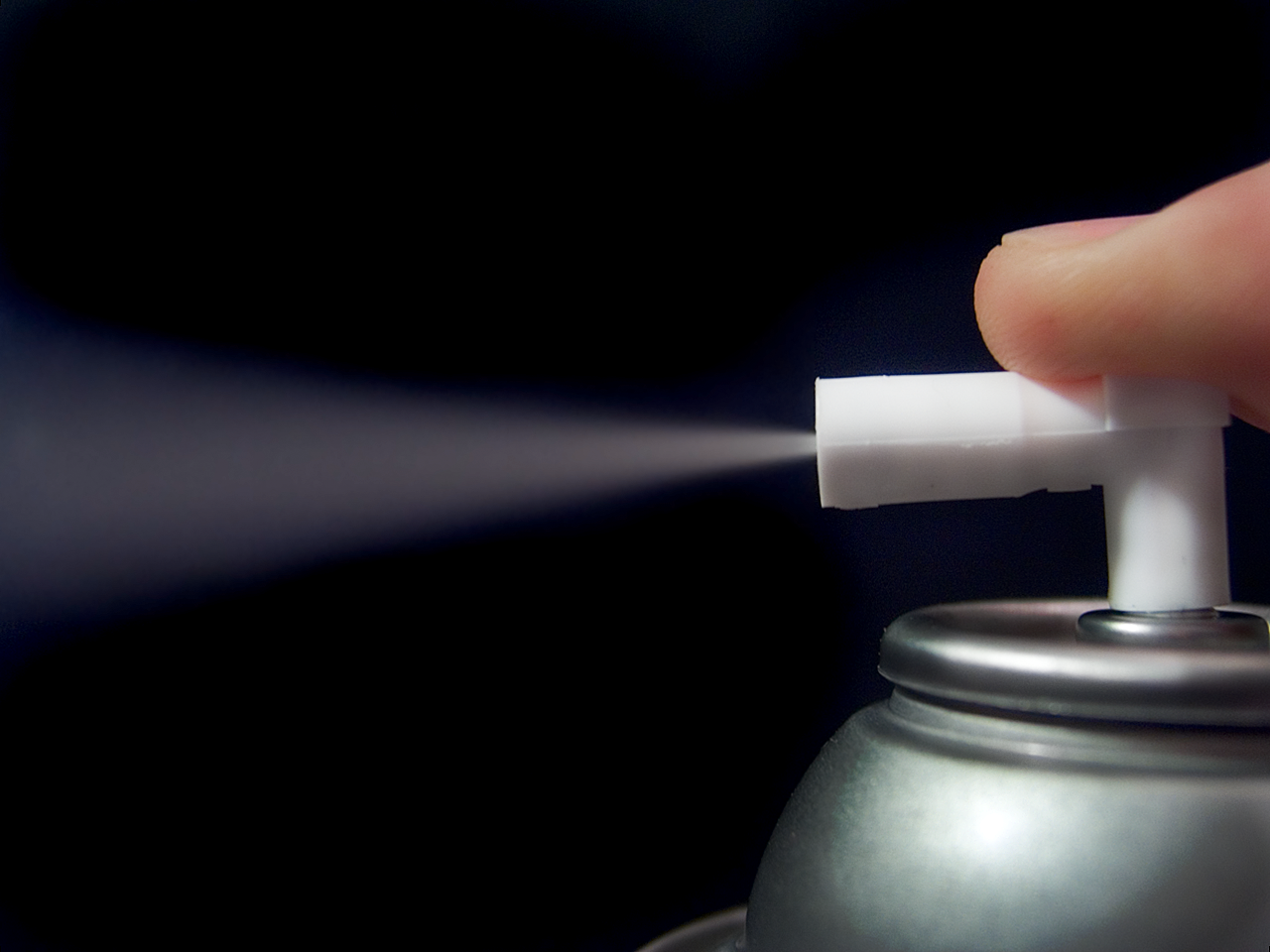
Spray rozpylany z pojemnika

Spray (IPA: [sprej] lub [spræj]), także sprej lub spraj – płyn znajdujący się, wraz z gazem nośnym, w pojemniku pod dużym ciśnieniem i przeznaczony do rozpylania. Spray to również potoczna nazwa pojemnika z tym płynem. Spray podczas użycia wytwarza gazozol.
Spray jest powszechnie stosowany w farmacji (leki wziewne np. przeciw astmie), kosmetyce (np. lakiery do włosów) lub chemii gospodarczej (np. farby, środki ochrony roślin doniczkowych).
Farby w sprayu są często stosowane do tworzenia graffiti i murali.